# Fetească Albă
La Feteasca Albă è un vitigno a bacca bianca romeno coltivato principalmente nella regione della Moldavia, in Muntenia e in Transilvania.

## Sinonimi

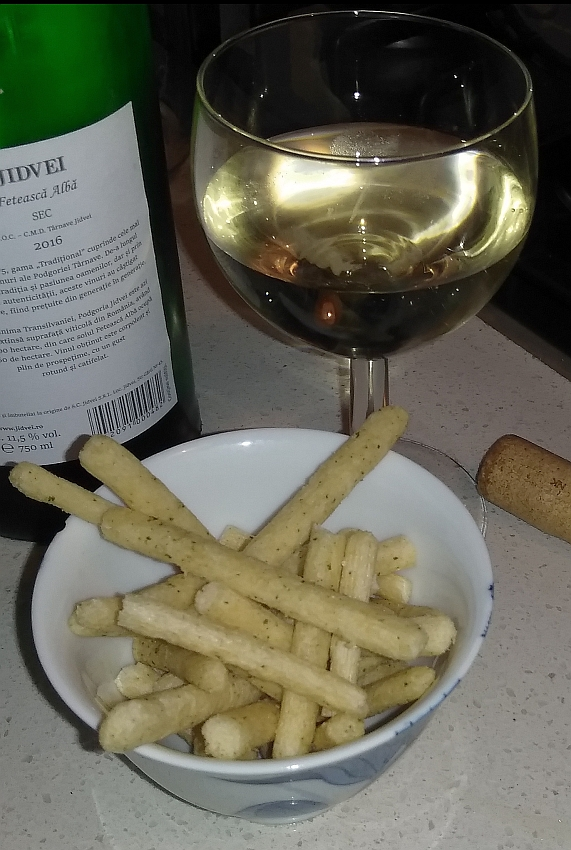
Fetească Albă del 2016

Questo vitigno è conosciuto anche con diversi nomi tra cui, Blanc des Oiseaux, Leanka, Leanuka, Poama fetei, Mädchentraube, Poama păsărească, Păsărească albă.